# Vasco da Gama (Goa)
Vasco da Gama (konkánsky वासको डा गामा, Váskó dá Gámá) (často zkracováno jen na Vasco वासको) je město ve státě Goa ležícím na západním pobřeží Indie. Je pojmenováno podle portugalského cestovatele Vasca da Gamy. Vasco je jedním z největších měst státu Goa, podle odhadů v něm žije přes 100 000 obyvatel. Je také nejdůležitějším přístavem a správním centrem okresu Mormugoa. Leží na západním výběžku poloostrova Mormugoa u ústí řeky Zuari, asi 30 km od Panaji, hlavního města státu Goa.

## Historie

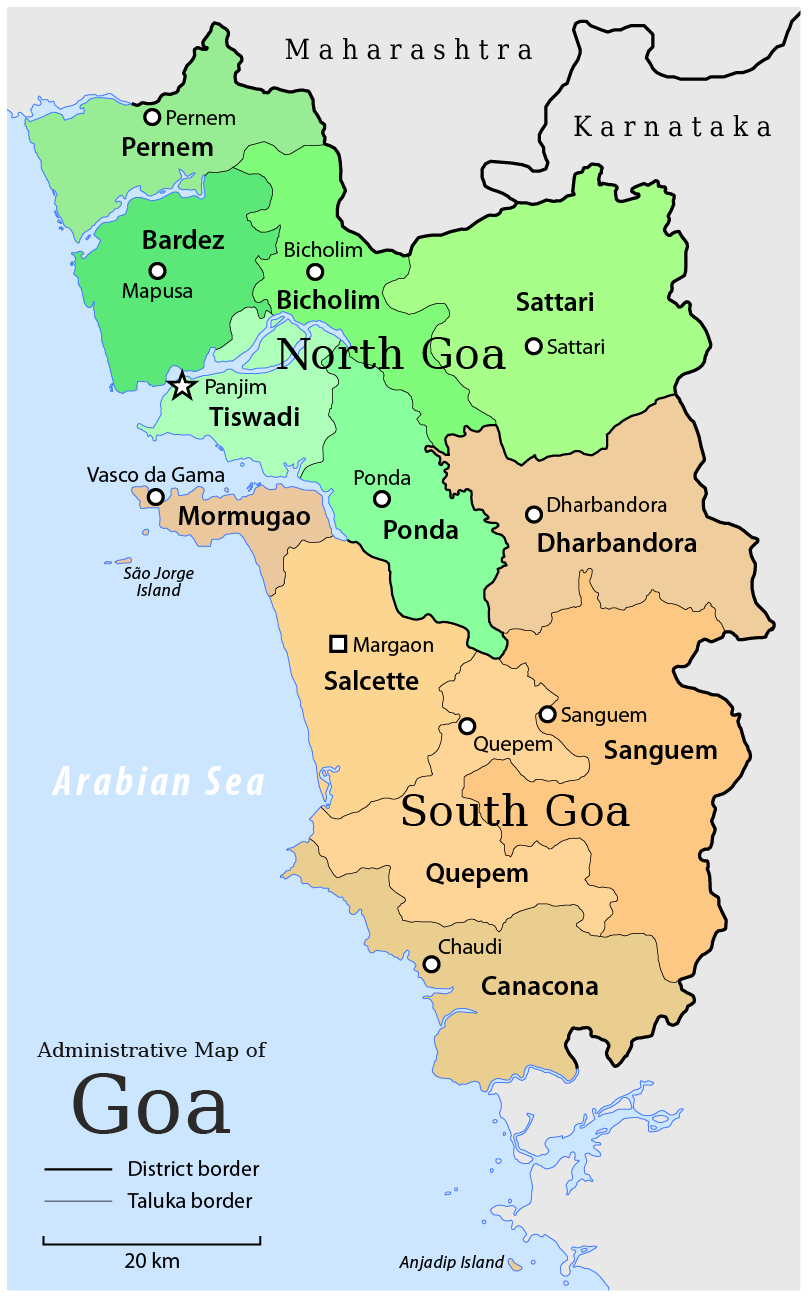
Mapa státu Goa

Město bylo založeno v roce 1543 a patřilo Portugalsku až do roku 1961, kdy byl stát Goa připojen k Indii. Od té doby je ve městě indická námořní základna, jejíž vojáci střeží letiště Dabolim a vlastně celý na turistice závislý ministát Goa.
Vasco má dobré dopravní spojení silniční (dálnice NH 17A), železniční (South Central Railway), námořní (přístav Mormugoa) i letecké (mezinárodní letiště Dabolim), díky čemuž se stalo důležitým turistickým centrem.
Mezi turisticky zajímavá místa patří vyhlídka Pilot Point na Headland Sada nabízející překrásný pohled na přístav, ústí řeky Zuari a Arabské moře. Pěšky dostupná pláž Baina Beach je považována za jednu z nejbezpečnějších pláží ve spolkovém státě Goa. Pláž Bogmalo Beach (od města vzdálena asi 7 km) je jednou z nejkrásnějších pláží, které Goa nabízí.
Námořní lodě ČNP z přístavu v Marmagoa odvážely do Čech železnou rudu. Ještě v roce 1975 žili na plážích kolem města hippies z celého světa.